# Vientos planetarios

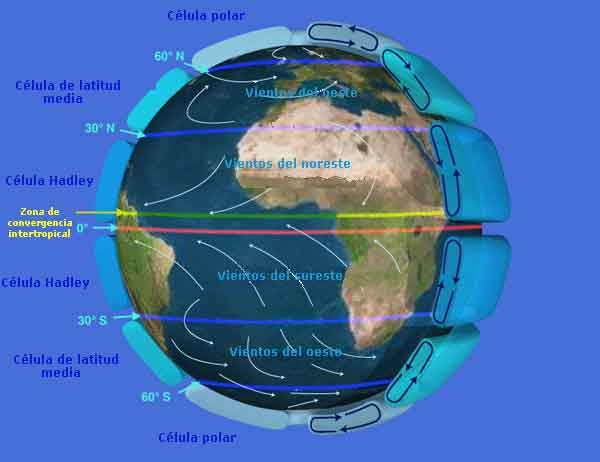
Circulación general de la atmósfera. Los vientos alisios constituyen un tipo de vientos planetarios que van desde las zonas subtropicales (aproximadamente, desde los 30° de latitud al N y al S del ecuador hasta la zona de Convergencia Intertropical).

Se denominan vientos planetarios o constantes a los que tienen grandes recorridos sobre la superficie terrestre y que son los responsables del transporte de una enorme cantidad de energía térmica en sentido de los meridianos en cada hemisferio. Los principales son: los alisios del noreste en el hemisferio norte; los alisios del sureste en el hemisferio sur; los vientos del oeste en ambos hemisferios y los vientos circumpolares entre las latitudes de los círculos polares y el polo respectivo, en especial, en el Hemisferio Sur, que es el único donde no existen tierras que interrumpan su desplazamiento..  
Los vientos planetarios suceden como consecuencia del movimiento de rotación terrestre. Estos vientos circulan ocupando grandes extensiones de la superficie de la Tierra, donde se caracterizan por mantener su constante dirección y facilitar así el transporte de gran cantidad de energía calórica.

## Vientos planetarios y corrientes marinas
A grandes rasgos, la dirección de las principales corrientes marinas coincide con la de los vientos planetarios pero esta coincidencia no se debe a que las corrientes marinas ocasionen la dirección de los vientos planetarios y menos aún en sentido inverso, es decir, que los vientos originen la dirección de las corrientes marinas. Estudiando con cierto detalle la trayectoria de algunas de las principales corrientes marinas y de los vientos planetarios se puede comprobar que la dirección de los vientos no da origen a las corrientes marinas, sino que el movimiento de rotación terrestre ejerce su influencia tanto sobre la dirección de los vientos como de las corrientes marinas pero con efectos distintos, según el tipo de corrientes de que se trate (por ejemplo, corrientes frías o cálidas) o el tipo de vientos planetarios de que se trate según su respuesta ante el relieve, la configuración de las costas, la continentalidad de donde proceden, etc.

### Corriente ecuatorial y vientos alisios
Tanto las corrientes ecuatoriales como los vientos alisios siguen la misma dirección general este a oeste, especialmente, en la franja de unos 10º de latitud centrada en el ecuador terrestre, que se ha denominado en meteorología como Zona de convergencia intertropical y que corresponde también, en general, a la amplitud de la corriente ecuatorial (considerando a esta última como una única corriente). En ambos casos, la verdadera razón de esta coincidencia en las direcciones se debe a que su verdadero origen está en la fuerza centrífuga del movimiento de rotación terrestre: es esta fuerza centrífuga la que determina el abombamiento ecuatorial del globo terrestre en sus partes sólida, líquida y gaseosa, abombamiento más acentuado de acuerdo a la menor densidad de cada una de las tres zonas (litosfera, hidrosfera y atmósfera respectivamente). La visión satelital tanto de las corrientes marinas como de los vientos del este en la zona ecuatorial nos demuestran que tanto los alisios del Noreste (en el Hemisferio Norte) como los alisios del Sureste (en el Hemisferio Sur), aunque pueden llegar a ponerse en contacto a nivel del suelo o a muy baja altura, nunca llegan a cruzar directamente el ecuador de manera que lo que podríamos llamar convergencia intertropical de los alisios se convierte con la altura, en una verdadera divergencia, regresando hacia cada hemisferio dichos vientos alisios. Esto queda demostrado con las imágenes satelitales, tanto de las nubes de gran extensión que cubren áreas de ambos hemisferios a ambos lados del ecuador a escasa altura (verificándose una especie de convergencia, aunque se trate de dos nubes de distintos hemisferios pero que pasado un tiempo se separan en altura. Esta es la razón por la que, ni los huracanes ni las nubes de polvo o volcánicas cruzan el ecuador terrestre ya que su altura los obliga a separarse del ecuador cuando llegan a una latitud muy bajita

## Principales vientos planetarios
Los vientos planetarios o constantes presentan largos recorridos sobre la superficie terrestre y conectan las grandes franjas anticiclónicas de la Tierra con las zonas ciclónicas de baja presión. Tanto los ciclones como los anticiclones pueden tener dos orígenes: dinámico y térmico, aunque en realidad se trata de una combinación de los dos motivos. El origen dinámico de los anticiclones se debe al movimiento de rotación terrestre. Los vientos planetarios más importantes a escala mundial son los alisios desde la zona subtropical hasta la zona ecuatorial y los vientos del oeste, desde la zona ecuatorial hacia las zonas templadas e incluso las zonas polares. El origen térmico de los vientos se presenta a una escala mucho más reducida en el espacio y tiempo.

### Los alisios
Los alisios son vientos constantes o planetarios que soplan de las altas presiones subtropicales hacia el ecuador terrestre.
  En inglés reciben el nombre de trade winds o vientos del comercio, ya que favorecían el viaje trasatlántico desde Europa hacia el suroeste en los tiempos de navegación a vela. La asociación entre los vientos y el comercio era tan intensa, que hasta hace unas cuantas décadas se llamaban en España, tiendas de ultramarinos a los supermercados, que era donde se encontraban las mercancías de ultramar (azúcar, café, bananas, cacao, etc.).

### Vientos del oeste

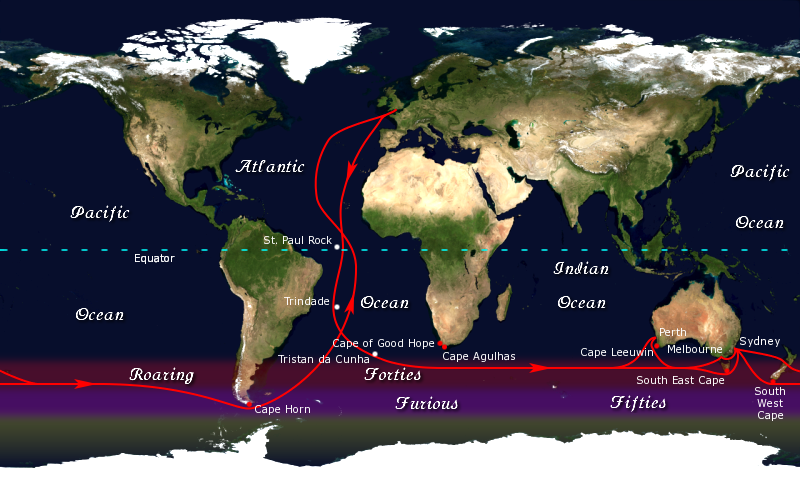
Los clíperes del siglo XIX y principios del siglo XX solían utilizar como ruta entre Europa y Australia los vientos de los Rugientes Cuarentas.

Constituyen la contrapartida de los alisios en su viaje de regreso al continente europeo.
- los Rugientes Cuarentas (Roaring Forties).[1]
- los Aulladores /Furiosos Cincuentas (Howling Fifties o Furious Fifties
- los Estridentes o Bramadores Sesentas (Shrieking Sixties o Screaming Sixties)